# Johann Christoph Gloy
Johann Christoph Gloy (10. Februar 1795 in Lübeck – 31. Mai 1879) war ein deutscher Opernsänger (Bass), Theaterschauspieler und -regisseur.

## Leben
Gloy war Sohn des Vogts am Heiligen-Geist-Hospital Lübeck. Er zeigte schon in seinen Knabenjahren eine gute Begabung für die Musik und durfte als Mitglied der Lübeckschen Currende das Katharineum zu Lübeck für die Hälfte des Schulgeldes besuchen.
Als er fünfzehn Jahre alt war, verließ er am 13. Januar 1810 das väterliche Haus, um heimlich nach Hamburg zu fliehen. Er wollte Künstler werden und trug diesen Wunsch dem berühmten Hamburger Theaterdirektor Schröder vor, wurde aber von diesem zurückgewiesen. Dafür nahm sich der Sänger und Schauspieler Hentsch seiner an und verschaffte ihm bei der Sophie Albrecht in Altona ein höchst bescheidenes Engagement. Als sich jedoch die Gesellschaft der Albrecht auflöste, fand Gloy bei der Breyer’schen Truppe in Glückstadt Unterschlupf.
Im nächsten Jahr spielte in Kiel, wo er bereits den „Sarastro“ in Mozarts Zauberflöte sang, während er anfangs den dritten Knaben in dieser Oper dargestellt hatte. Im Winter 1812/1813 spielte er in Flensburg und trieb sich dann mit den Resten der Breyer’schen Truppe in Tondern und auf Helgoland umher, wobei er alle möglichen Baßbuffopartien und komischen Rollen im Lustspiel gab.

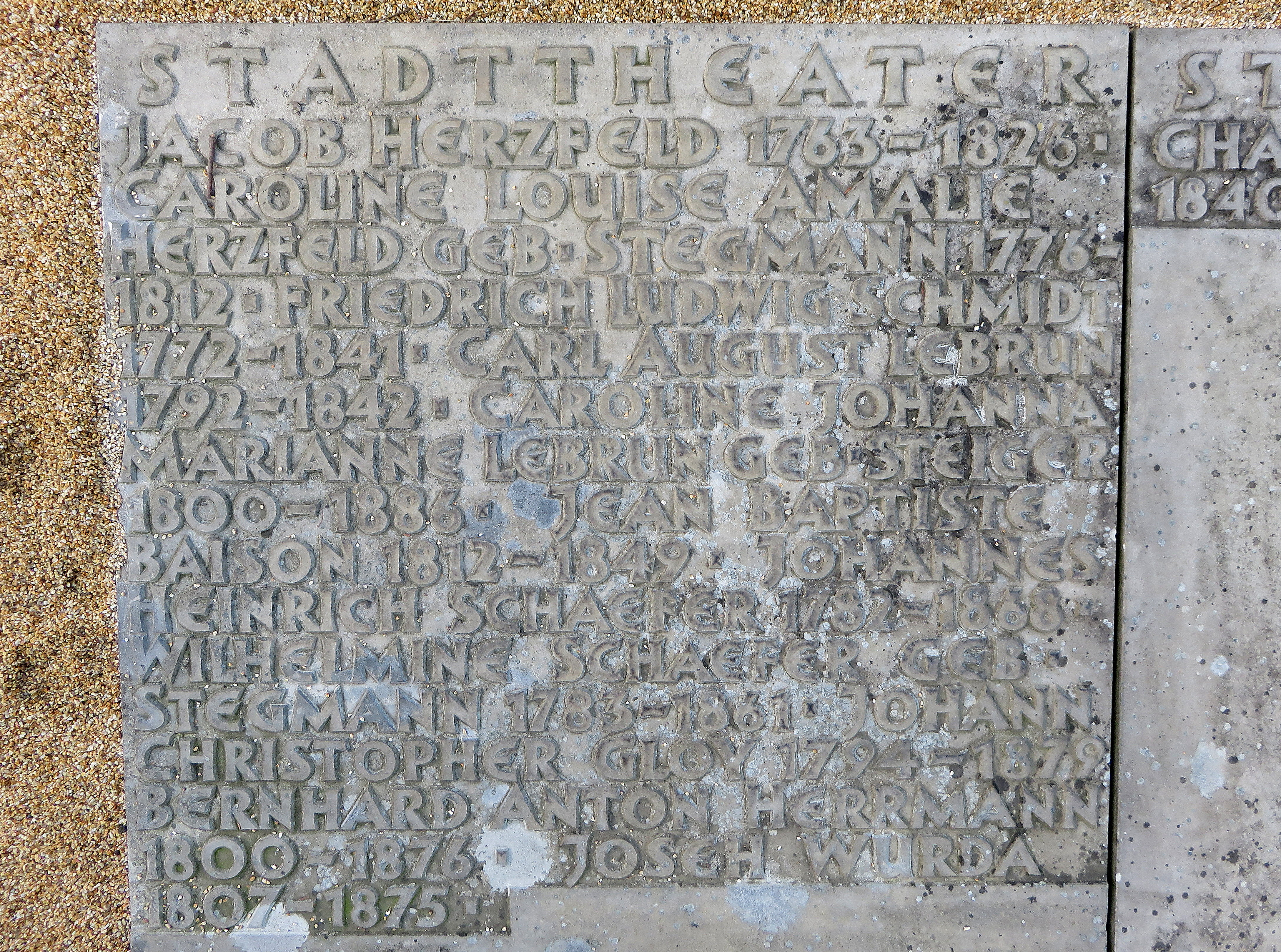
„Johann Christopher Gloy“, Sammelgrabmal Stadttheater,
Friedhof Ohlsdorf

Am 6. September 1815 betrat er als Pachter Krautmann in Kotzebues Lustspiel Die beiden Klingsberge zum ersten Mal die Bühne des Hamburger Stadttheaters, welche seitdem die bleibende Stätte seiner langjährigen Bühnentätigkeit werden sollte. Schröder engagierte ihn als Bassisten, Komiker und Schauspieler und übertrug ihm schon nach einigen Jahren die Regie, die er bis zum Jahre 1863 beibehielt.
Am 6. September 1865 fand die Feier seiner fünfzigjährigen Tätigkeit an der Hamburger Bühne statt. Er zog sich hierauf vom Theater zurück, konnte sich aber noch viele weitere Jahre des wohlverdienten Ruhestandes erfreuen, da ihn erst am 31. Mai 1879 der Tod aus dem Leben abrief.
An Johann Christoph Gloy wird im Bereich des „Althamburgischen Gedächtnisfriedhofs“ des Ohlsdorfer Friedhofs auf der linken Hälfte der Doppel-Sammelgrabmalplatte „Stadttheater“ erinnert.

## Rezeption
Gloy erfreute sich in Hamburg sowohl, als bei den deutschen Theaterkennern der größten Achtung. Devrient rühmt von ihm, dass er „in ernsten und komischen Rollen die Natur selbst gewesen sei,“ ebenso ergötzlich als Dr. Bartolo, wie rührend als Lorenz Kindlein. Außerhalb Hamburgs war er weniger bekannt; es ist lediglich bekannt, dass er im Jahre 1825 auf Befehl des Königs von Preußen in Berlin und Potsdam ein glücklich verlaufendes Gastspiel absolvierte.